# Mor (Austronesische taal)
Het Mor is een Austronesische taal die wordt gesproken op de Mor-eilanden en op de Mambor-eilanden in Papoea, Oost Indonesië. Er is nog een taal die Mor heet die in West-Papoea wordt gesproken, dit is een Papoeataal waarvan de sprekers op het Bomberai schiereiland wonen.
De Austronesische Mor wordt in de wetenschappelijke literatuur vaak Mor2 genoemd om deze te onderscheiden van de hierboven genoemde papoeataal.
Het Mor kent ongeveer 700 sprekers.

## Classificatie
- Austronesische talen
  - Malayo-Polynesische talen
    - Oost-Malayo-Polynesische talen
      - Zuid-Halmahera-West-Nieuw-Guinese talen
        - West-Nieuw-Guinese talen
          - Cenderawasih baai talen

## Dialecten
Er worden 3 dialecten onderscheiden, namelijk Morariana, Howuriana en Worevoriana welke respectievelijk worden gesproken in de dorpen Matine, Howo en Worevo.

## Typologie
Het Mor is beschreven als een toontaal en kent twee toonhoogteniveaus, namelijk hoog (H) en laag (L).
Naast het enkel- en meervoud bestaat er ook een tweevoud uitgedrukt in het persoonlijk voornaamwoord. Vervreemdbaar en onvervreemdbaar bezit wordt uitgedrukt via het bezittelijk voornaamwoord.
Zinnen worden gekenmerkt door de zogenaamde SVO volgorde, dat wil zeggen het subject (onderwerp) wordt gevolgd door het verbum (werkwoord) dat weer voorafgaat aan het object (lijdend voorwerp). Het bijvoeglijk naamwoord komt achter het zelfstandig naamwoord.

## Fonologie
In het Mor onderscheiden we de volgende fonemen:
Vocalen:
| Voor | Centraal | Achter |
| [i]  |          | [u]    |
| [e]  |          | [o]    |
|      | [a]      |        |

Consonanten:
|                      | Labiaal | Dentaal | Alveolair | Palataal | Velair | Faryngaal |
| Plofklank            | [b]     | [t] [d] | [j]       | [k] [g]  |        |           |
| Wrijfklank           | [v]     |         | [s]       |          |        | [h]       |
| Semi-vocaal en trill | [w]     |         | [r]       |          |        |           |
| Neusklank            | [m]     | [n]     |           |          |        |           |

Hierbij dient te worden opgemerkt dat /b/, /d/ en /g/ alleen voorkomen voorafgegaan door (homorgane) nasalen, dus in de combinaties /mb/, /nd/ en /ngg/. In het laatste geval is het de /n/ gerealiseerd als [ŋ] die aan de /g/ voorafgaat.
Het Mor is beschreven als toontaal en kent twee toonhoogteniveaus, namelijk hoog (H) en laag (L).
- ina (HL) = oor
- ina (LH) = moeder
- ina (HH) = vullen